# Smurfit Kappa
Smurfit Kappa Group plc er en irsk multinational producent af emballage. Der produceres emballage af papir og pap. De har 48.000 ansatte og 350 produktionssteder i 36 lande.
Virksomheden blev etableret som en producent af kasser i Dublin i 1934 og blev overtaget af Mr Jefferson Smurfit i 1938, hvorefter navnet blev Jefferson Smurfit.